# Pleasant Plains (Nueva Jersey)
Pleasant Plains es un lugar designado por el censo ubicado en el condado de Somerset en el estado estadounidense de Nueva Jersey. En el año 2010 tenía una población de 922 habitantes.

## Geografía
Pleasant Plains se encuentra ubicado en las coordenadas 40°26′47″N 74°33′28″O / 40.44639, -74.55778.